# Lijst van olympische medaillewinnaars touwtrekken
Touwtrekken is een voormalige olympische sport, die op de Olympische Spelen werd beoefend. Deze pagina geeft de lijst van olympische medaillewinnaars in deze sport.

## Medaillewinnaars

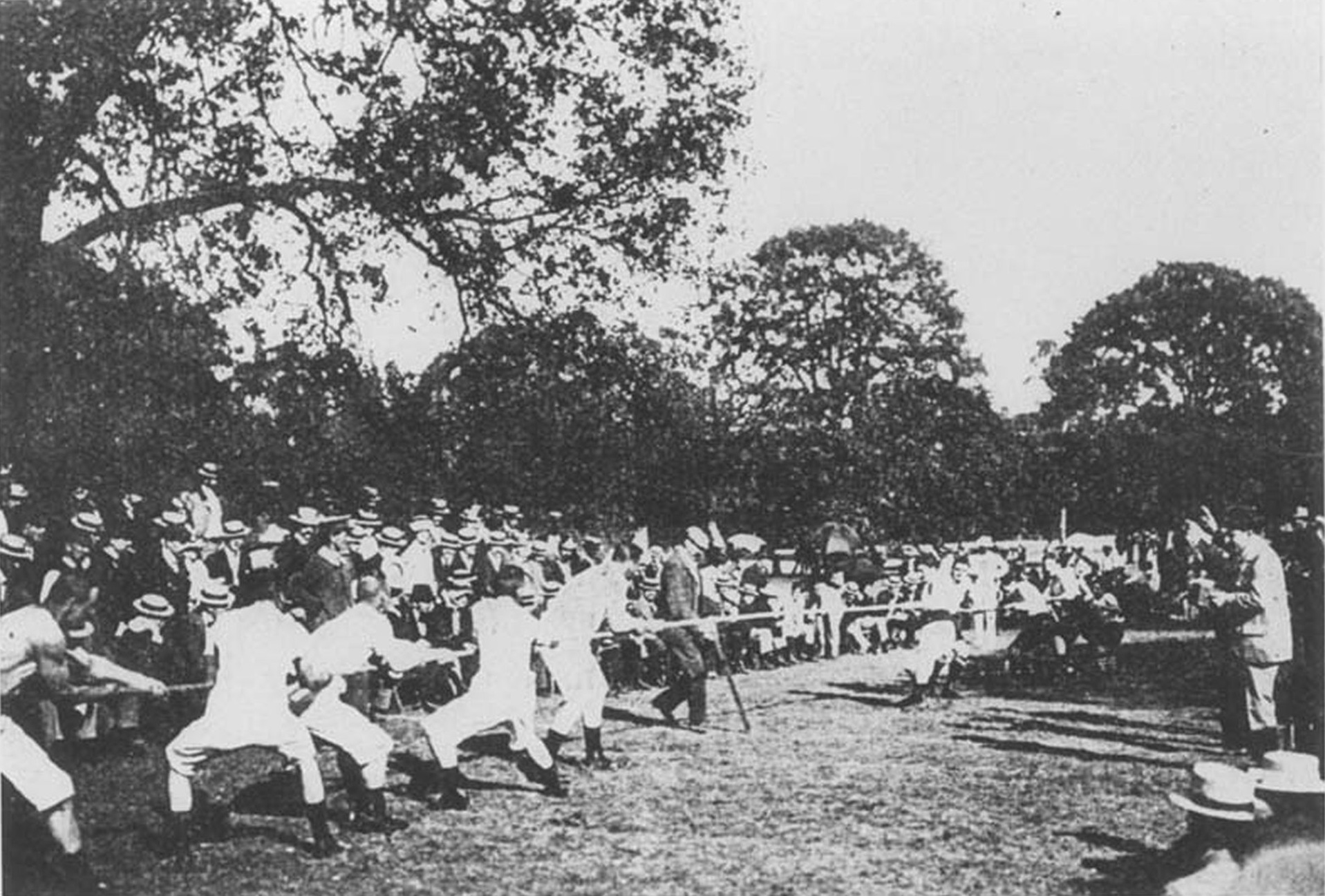
Gemengdteam tegen Frankrijk, 1900

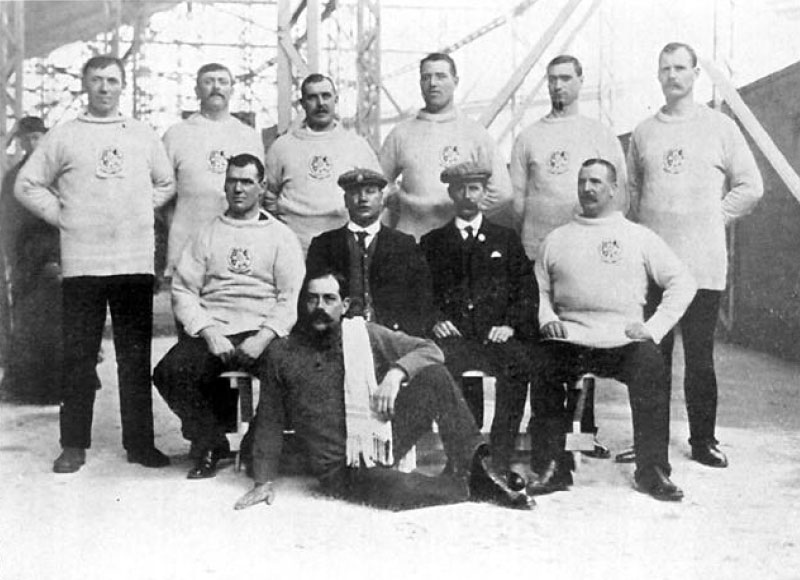
Het politieteam van Londen, 1908

| Editie | Goud | Goud | Zilver | Zilver | Brons | Brons |
| ------ | ---- | --- | ------ | --- | ----- | --- |
| 1900   | ZZX  | DEN Edgar Aabye Eugen Schmidt Charles Winckler SWE August Nilsson Gustaf Söderström Karl Gustaf Staaf                                   | FRA    | Raymond Basset Jean Collas Charles Gondouin Joseph Roffo Émile Sarrade C. Henriquez de Zubiera                                               |       | |
| 1904   | USA  | Oscar Olson Sid Johnson Henry Seiling Conrad Magnusson Patrick Flanagan                                                                 | USA    | Max Braun William Seiling Orrin Upshaw Charles Rose August Rodenberg                                                                         | USA   | Charles Haberkorn Frank Kungler Charles Thias Harry Jacobs Oscar Friede                                                                        |
| 1908   | GBR  | Edward Barrett Frederick Goodfellow Frederick Humphreys William Hirons Albert Ireton Frederick Merriman Edwin Mills John James Shepherd | GBR    | Thomas Butler James M. Clarke C. Foden William Greggan Alexander Kidd Daniel McDonald Lowey Patrick Philbin George Smith Thomas Swindlehurst | GBR   | Walter Chaffe Joseph Dowler Ernest W. Ebbage Thomas Homewood Alexander Munro William Slade Walter B. Tammas T. J. Williams James Woodget       |
| 1912   | SWE  | Arvid Andersson Adolf Bergman Johan Edman Erik Algot Fredriksson August Gustafsson Carl Jonsson Erik Larsson Herbert Lindström          | GBR    | Walter Chaffe Joseph Dowler Frederick Humphreys Mathias Hynes Edwin Mills Alexander Munro John Sewell John James Shepherd                    |       | |
| 1920   | GBR  | George Canning Frederick Holmes Frederick Humphreys Edwin Mills John Sewell John James Shepherd Harry Stiff Ernest Thorn                | NED    | Wim Bekkers Jan Hengeveld Sijtse Jansma Henk Janssen Anton van Loon Willem van Loon Marinus van Rekum Willem van Rekum                       | BEL   | Édouard Bourguignon Alphonse Ducatillon Remy Maertens Christin Piek Henri Pintens Charles Van Den Broeck François Van Hoorenbeek Gustaaf Wuyts |

| Land | Goud | Zilver | Brons |
| ---- | ---- | ------ | ----- |
| GBR  | 2    | 2      | 1     |
| USA  | 1    | 1      | 1     |
| ZZX  | 1    | 0      | 0     |
| SWE  | 1    | 0      | 0     |
| FRA  | 0    | 1      | 0     |
| NED  | 0    | 1      | 0     |
| BEL  | 0    | 0      | 1     |

Meervoudige medaillewinnaars
| Succesvolste                                                                            | Meervoudige                                                   |
| --------------------------------------------------------------------------------------- | ------------------------------------------------------------- |
| 2-1-0 Frederick Humphreys 2-1-0 Edwin Mills 2-1-0 John James Shepherd 1-1-0 John Sewell | 0-1-1 Walter Chaffe 0-1-1 Joseph Dowler 0-1-1 Alexander Munro |

Parijs 1900 · 
St. Louis 1904 · 
Londen 1908 · 
Stockholm 1912 · 
Antwerpen 1920
olympische medaillewinnaars